# Корнилий (архиепископ Вологодский)
Архиепископ Корнилий (ум. 17 [27] марта 1625) — епископ Русской православной церкви, архиепископ Вологодский и Великопермский.

## Биография
В 1613 году упоминается архимандритом Свияжского Богородицкого монастыря Казанской епархии.
6 (16) февраля 1620 года хиротонисан во епископа Вологодского и Великопермского с возведением в сан архиепископа.
Присутствовал на Соборе 1620 года, созванном патриархом Филаретом для суда над митрополитом Крутицким Ионою (Архангельским).
При архиепископе Корнилии в 1621-1622 годах в кафедральном Софийском соборе поставили новый главный иконостас, увеличили главы, сделав их пучинистыми, и покрыли железом.
В 1623 году получил от царя Михаила Фёдоровича несудимую грамоту на вотчины.
Скончался 17 (27) марта 1625 года. Погребён в Вологодском кафедральном соборе во имя святой Софии Премудрости Божией.